# 三好町站

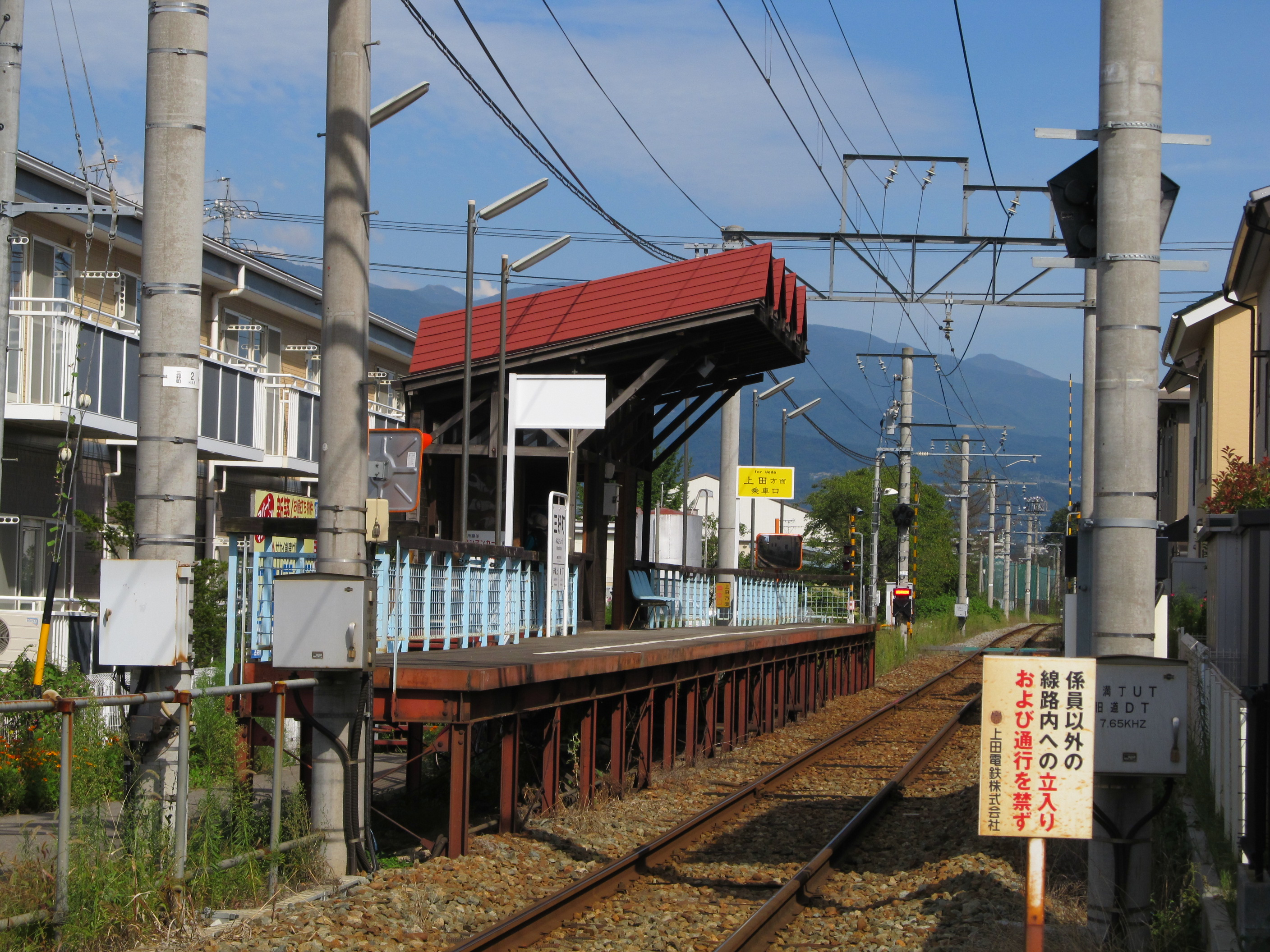
月台 (2011年9月)

三好町站（日语：／ Miyoshicho eki */?）是位於長野縣上田市御所字中滿丁，上田電鐵的別所線車站。車站編號為BE03。

## 歷史
- 1921年（大正10年）6月17日 上田溫泉電軌開設三好町三丁目站[1]。
- 1927年（昭和2年）12月　車站遷移至專用軌道上，並改名為三好町站[1]。
- 1938年（昭和13年）7月25日 青木線廢止，成為川西線車站。
- 1939年（昭和14年）
  - 3月19日 路線名稱變更，成為別所線車站。
  - 9月1日 公司名稱改變，成為上田電鐵的車站。當日改名為飛行場口站。這是由於車站鄰近帝國陸軍上田飛行場（現時土地變成長野縣上田千曲高等學校）。
- 1943年（昭和18年）10月21日 公司合併，成為上田丸子電鐵的車站。
- 1945年（昭和20年）在結束戰爭後，上田飛行場廢止，車站改名為三好町站。
- 1969年（昭和44年）5月31日 公司名稱改變，成為上田交通的車站。
- 1972年（昭和47年）6月30日 成為無人車站[1]。
- 2005年（平成17年）10月3日 鐵路部門分拆為子公司，成為上田電鐵的車站。

## 車站構造
車站是一座地面車站，設有1面1線單式月台。車站在啟用時已經是無人車站。站內設有候車室和單車停泊場。現時的車站設施建設在青木線路軌遺址。
由於別所線所有班次都是一人控制列車，通常列車只會開啟前進方向中的前門，在平日6時30分至8時30分之間，前往上田的列車會開啟所有車門。
車站兩邊設有平交道（上田站一方為上滿丁平交道，別所溫泉站一方為三好町平交道）。在三好町平交道附近橫越道路處曾經設有單車停泊處，後來車站設施翻新之際，單車停泊處遷—王現地。

## 使用狀況
| 年度   | 一日平均 乘車人次 |
| ------ | ----------------- |
| 2010年 | 19                |
| 2011年 | 18                |
| 2012年 | 18                |
| 2013年 | 21                |
| 2014年 | 21                |
| 2015年 | 24                |
| 2016年 | 23                |
| 2017年 | 30                |

## 車站周邊
車站北邊是舊小縣郡城下村中心，名為「三好町」。該處較少農地，較多蠶種屋的地區。曾經在長野縣道77號長野上田線上設有許多商店，被稱為「三好町商店街」。在1980年代後，許多小店結業，開始開設了一些便利店。在商店街中設有八十二銀行三好町分店。在車站南邊較多農地，1980年代起開始開發住宅區，成為住宅農地混合地區。在2017年（平成29年）起，於三好町附近的長野縣道77號長野上田線進行擴寬工程，在縣道上的許多小店被撤走，商店街不復之前面貌。
- 城下公園、市營城下小泳池（在2018年8月16日結業廢止[2]）
- 長野縣上田千曲高等學校（日语：長野県上田千曲高等学校）[1]
- 上田市立第四中學
- 長野縣道77號長野上田線（日语：長野県道77号長野上田線）
- 八十二銀行（日语：八十二銀行）三好町分店
- 長野銀行（日语：長野銀行）三好町分店
- 西友三好町店（於2015年3月31日結業。遺址變成住宅區）
- 原峠保養園
- 千曲巴士（日语：千曲バス）青木線、室賀線「三好町2丁目」巴士站
- 千曲巴士（日语：千曲バス）青木線、室賀線「上田四中前」巴士站

## 相鄰車站
上田電鐵
■別所線
城下（BE02）－三好町（BE03）－赤坂上（BE04）

## 注腳
1. 1 2 3 4 5 6 7 8  信濃毎日新聞社出版部. . 信濃毎日新聞社. 2011-07-24: 326. ISBN 9784784071647 （日语）.
2. ↑  愛されて５０年　上田の「城下ちびっこプール」歴史に幕 （页面存档备份，存于）（日語）信毎Web　2018年7月6日

## 外部連結
- 三好町站（BE3） | 上田電鐵株式會社 （页面存档备份，存于）（日語）